# Hofkerk (Amsterdam)

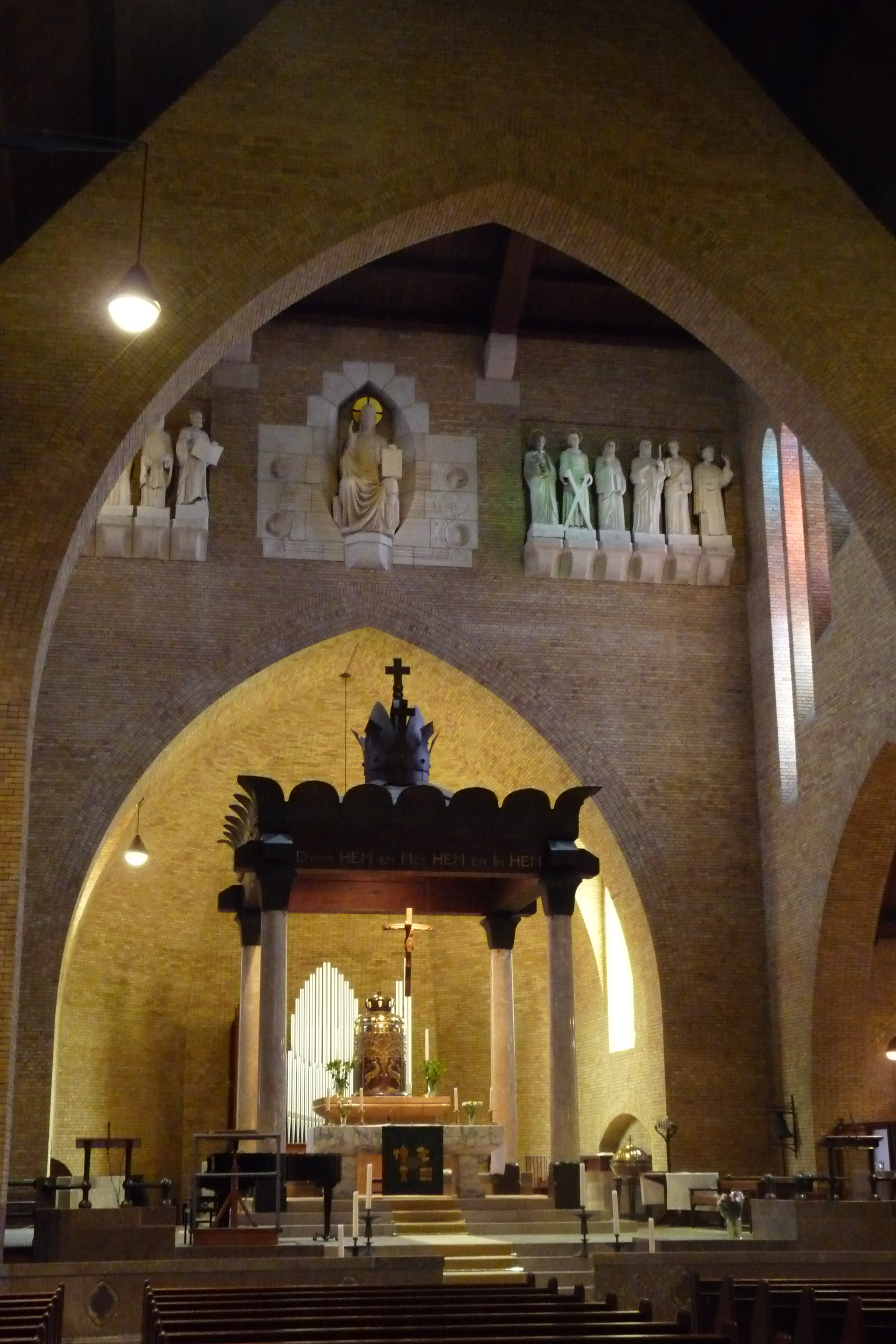
Martelaren van Gorcumkerk (Amsterdam) Interieur Priesterkoor met baldakijn en Christus met apostelbeelden. In de absis zijn de frontpijpen van het gerestaureerde orgel zichtbaar.

De Parochiekerk van de Heilige Martelaren van Gorcum is een rooms-katholieke kerk in Amsterdam-Watergraafsmeer. Zij maakt als "Hofkerk" deel uit van het door architect Alexander Kropholler ontworpen complex van de Linnaeushof.

## Noodkerkje

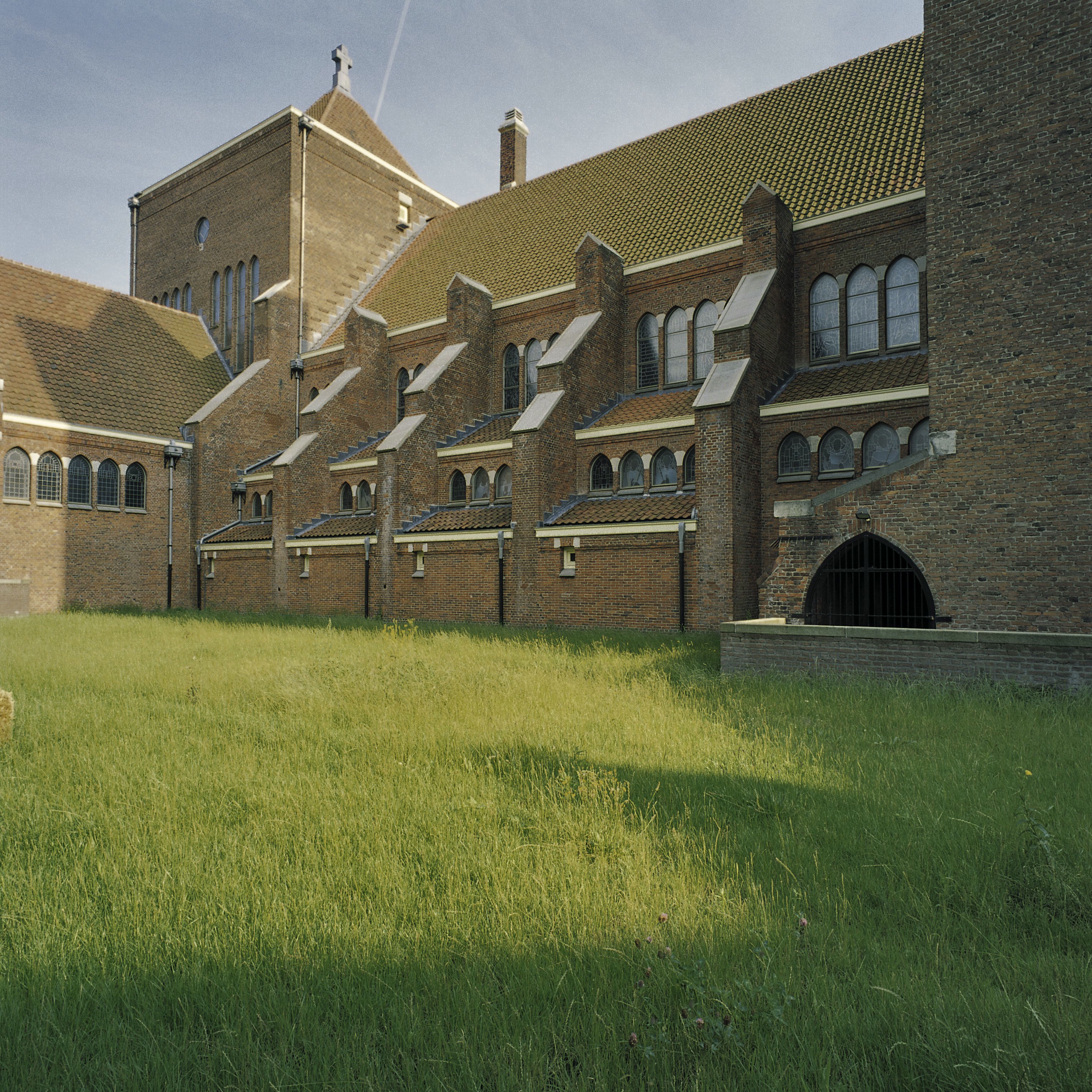
Martelaren van Gorcumkerk, noordzijde

In 1902 werd aan de Linnaeusparkweg in de toen nog zelfstandige gemeente Watergraafsmeer een noodkerkje gebouwd, gewijd aan de heilige Martelaren van Gorcum. Architect was Paul J. de Jongh. Deze kerk werd al spoedig te klein.

## De huidige kerk
In 1918 kocht het parochiebestuur het stuk grond waarop nu de Linnaeushof staat. Opnieuw werd De Jongh benaderd, ditmaal om een complex met een kerk, school, woningen en winkels op het Linnaeushof te ontwerpen. In deze plannen werd ook de Amsterdamse architect A.J. Kropholler betrokken, die na het overlijden van De Jongh in 1924 verder de leiding had. Kunstenaars Joseph Mendes da Costa, Matthieu Wiegman, edelsmid Jan Brom en glazenier Jacques van der Meij O.S.B. leverden bijdragen aan de aankleding van de kerk. Van der Meij maakte ook het Heilig Hartbeeld dat in 1955 naast de kerk werd geplaatst.
De kerk werd gebouwd tussen 1927 en 1929 en in dat laatste jaar plechtig ingewijd door Mgr. Johannes Aengenent, de bisschop van Haarlem.

## Ontwerp
De Heilige Martelaren van Gorcum is een van de hoofdwerken van Kropholler. De kerk, opgebouwd uit grote rode bakstenen (waalformaat) en afgedekt met rode pannendaken, is een massief ogend gebouw. De voorzijde is, op de drieledige ingangsportiek en de dubbele boog in de toren na, geheel gesloten. Rond de kerk is ruimte vrijgehouden zodat een processie mogelijk was zonder de openbare weg te betreden. Dat laatste was vanwege het processieverbod niet toegestaan. Dat Kropholler sterk beïnvloed is door de architect Berlage komt ook sterk tot uiting in de kerk; er zijn duidelijke verwijzingen naar de Beurs van Berlage.
Het relatief brede middenschip en de smalle zijbeuken passen in de geest van de liturgische vernieuwingen aan het begin van de twintigste eeuw, namelijk het streven om de gelovigen zo veel mogelijk bij de viering te betrekken.
De kerk kreeg pas in 1945 een orgel. Bouwpastoor Th. Zoetmulder prefereerde voor de liturgie een harmonium. Het eerste eenvoudige orgel werd ontworpen door Hubert Schreurs van Adema. Hij was ook de bouwer van een nieuw electro-pneumatisch orgel dat in 1957 gereed kwam. In de periode 2010-2011 is het orgel door Adema geheel gerestaureerd, uitgebreid en van frontpijpwerk voorzien. Op 2 oktober 2011 is het gerestaureerde orgel ingezegend.